# Paul Bender (Maler)
Paul Bender (* 1862 in Elberfeld, heute Ortsteil von Wuppertal; † 1937) war ein deutscher Maler und Grafiker.

## Leben
Bender trat 1878 in die Königlichen Kunstakademie in Düsseldorf ein, an der er bei Hugo Crola, Heinrich Lauenstein (Elementarklasse und Antikensaal) und Johann Peter Theodor Janssen (Antikensaal B und Naturklasse) sowie 1881 bis 1884 bei Eduard von Gebhardt und Julius Roeting (Malklassen) Bildnis- und Genremalerei studierte. 1898 und 1899 wurde er zudem als Mitglied des Künstlervereins „Malkasten“ geführt. Anschließend war er – weitgehend als Bildnismaler und Illustrator – in München und schließlich in Garmisch-Partenkirchen tätig.
Bender stand Mathilde Ludendorff und ihrer „Philosophie“ sowie dem Schriftsteller und Verlagsleiter des Ludendorff-Verlags, Karl von Unruh (1884–1969), nahe. Beide sprachen aus Anlass der Feuerbestattung „unseres Mitarbeiters und Mitkämpfers“ (von Unruh). Hingewiesen wurde bei dieser Gelegenheit auf einige Werke Benders, die Bildnisse des Fürsten Otto von Bismarck und Martin Luthers nach 
dessen Todesmaske, ein Bildnis von General Erich Ludendorff (1835) sowie ein Bildnis von Mathilde Ludendorff.

## Schriften
- Zwei Bildwerke (zum Werk der Bildhauerin Louise Strey (1893–1963)). In: Am Heiligen Quell Deutscher Kraft, 13. August 1933, S. 120/21.

## Werke
- „Weltkriegsoffizier mit Eiserner-Kreuz-Dekoration“, Öl/Leinwand, 32 × 24,5 cm
- „Porträt einer jungen Tirolerin in der Stube“, Öl/Leinwand, 35 × 26,5 cm
- „Bayerischer Jäger in Tracht“, Öl
- „Blinde Frau auf einem Feldweg in blühender, weiter Mohnlandschaft“, 1932, Öl/Leinwand, 105 × 150 cm
- „Der Musikant“, Öl/Leinwand, 25 × 19 cm

## Grafik und Illustrationen
- „Die Eröffnung des neuen Rheinhafens in Düsseldorf am 30. Mai: Ansicht der Einfahrt des Festschiffes Elsa in den neuen Hafen“. Holzstich nach Paul Bender aus dem Jahr 1896.
- Curt Adolph Netto, Gottfried Wagener: Papierschmetterlinge aus Japan. Nach Skizzen des Verfassers illustriert von Paul Bender. T. O. Weigel, Leipzig 1888.
- B. K. Schlegel: Jung Deutschland. Originalillustrationen von Paul Bender, Paul Kiederich, Hans Krause, Felix Schmid. Samuel Lucas, Elberfeld 1890.
- Curt Adolph Netto, Gottfried Wagener: Japanischer Humor. Nach Skizzen des Verfassers illustriert von Paul Bender. F. A. Brockhaus, Leipzig 1901.